# Grimm Tales
Grimm Tales – dziewiąty album studyjny duetu muzycznego Nox Arcana. Wydany 30 kwietnia 2008 roku przez wytwórnię Monolith Graphics. Podobnie jak niektóre z innych albumów zespołu, muzyka ta jest inspirowana literaturą klasyczną. W tym przypadku baśniami ludowymi braci Grimm. Data wydania tego albumu zbiega się ze świętem Nocy Walpurgi.

## Muzyka i motyw
Instrumentacja obejmuje między innymi dźwięki fortepianu, skrzypiec, wiolonczeli, gitary akustycznej, dzwonków, a także różne inne instrumenty dęte i perkusyjne, które odwzorowują zamierzony temat. Zgodnie z motywem mrocznych baśni w niektórych utworach można usłyszeć złowieszcze narracje „Królowej Czarownic” i głębokiego, dźwięcznego głosu jej męskiego odpowiednika, jak również chrapliwy głos staruchy wypowiadającej magiczne zaklęcie.
Artysta i kompozytor Joseph Vargo napisał też oryginalną bajkę do tego CD. Wyrażona w kilku poetyckich wersach opowiada o złej królowej czarownic, która rzuciła urok na ziemię wróżek, skazując jej mieszkańców na niekończące się ciemności. Jedynym sposobem za zniesienie klątwy jest odnalezienie kryształowego klucza.

## Lista utworów
| Nr  | Tytuł                              | Czas |
| --- | ---------------------------------- | ---- |
| 1.  | "Fable"                            | 2:03 |
| 2.  | "Twilight"                         | 2:56 |
| 3.  | "Once Upon a Nightmare"            | 3:58 |
| 4.  | "Shadow Forest"                    | 3:49 |
| 5.  | "Eyes in the Dark"                 | 2:58 |
| 6.  | "The Hollow"                       | 1:11 |
| 7.  | "Sylvan Spirits"                   | 2:45 |
| 8.  | "Wicked Heart"                     | 2:50 |
| 9.  | "Conjuration"                      | 1:49 |
| 10. | "Night Wraiths"                    | 2:30 |
| 11. | "Deep in the Woods"                | 2:21 |
| 12. | "The Forgotten Path"               | 5:05 |
| 13. | "Fairy Tale"                       | 2:09 |
| 14. | "Crone’s Caverns"                  | 2:42 |
| 15. | "Rise to Destiny"                  | 3:16 |
| 16. | "Labyrinth of Dreams"              | 2:53 |
| 17. | "Castle of Nightmares"             | 4:01 |
| 18. | "Hall of the Witch Queen"          | 3:21 |
| 19. | "Ave Sinistra"                     | 4:27 |
| 20. | "Black Spires"                     | 2:52 |
| 21. | "Darkly Everafter" (+hidden track) | 5:28 |